# 昌伊蘇
昌伊蘇（？年—1850年），那木都魯氏，中國清朝武官官員，滿洲正黃旗人。
嘉慶二十一年（1816年）武舉人，嘉慶二十五年（1820年）一甲第一名武進士。授頭等侍衛。道光十年（1830年）出任四川夔州協副將。道光十二年（1832年）任四川督標中協副將。歷官陝西潼關協副將、署陝西洮岷協副將、署陝西河州鎮總兵、甘肅寧夏鎮總兵。道光二十一年（1841年）授陝西西寧鎮總兵，次年暫署陝西固原提督。道光二十二年（1842年），任伊犁鎮總兵，署直隸提督。道光二十三年（1843年）接替保芝琳擔任台灣鎮總兵。台灣總兵任內平定洪協起事。
1845年，因誣郭洸侯參與洪協謀變，革職查辦。